# Земельная реформа в Зимбабве
Земельная реформа в Зимбабве представляет собой одно из самых значительных и противоречивых событий в истории страны, начавшееся в конце 1990-х и продолжавшееся в 2000-х годах. Она включала в себя перераспределение земельных участков, ранее принадлежавших белым фермерам, в пользу чернокожего населения.

## Исторический контекст
Земельный вопрос в Зимбабве берет свое начало в колониальный период, когда в 1890-х годах британские колонисты, известные как пионеры, захватили значительные участки земли у коренного населения. После обретения независимости в 1980 году, приблизительно 70% лучших сельскохозяйственных земель оставались в руках белого меньшинства, составляющего около 1% населения страны .

## Начало реформы
В конце 1990-х годов правительство Зимбабве, возглавляемое президентом Робертом Мугабе, начало реализовывать политику принудительного изъятия земель у белых фермеров без компенсации с целью перераспределения их среди чернокожих земледельцев. Этот процесс официально начался в 2000 году после принятия референдума и утверждения соответствующих законов .

## Последствия реформы
Земельная реформа привела к значительным изменениям в сельском хозяйстве и экономике страны. С одной стороны, она дала доступ к земле многим чернокожим зимбабвийцам, которые ранее не имели таких возможностей. С другой стороны, массовое изгнание опытных белых фермеров и разделение земель привело к значительному снижению сельскохозяйственного производства. Производство табака, одного из основных экспортных продуктов Зимбабве, сократилось более чем на 70% . Это, в свою очередь, привело к экономическому кризису, гиперинфляции и нехватке продовольствия.

## Международная реакция
Международное сообщество в целом осудило принудительное изъятие земель. В ответ на реформу западные страны, в частности, США и Великобритания, ввели санкции против Зимбабве. Эти санкции еще больше усугубили экономические трудности страны .

### Современное положение
Спустя десятилетия после начала земельной реформы, Зимбабве продолжает сталкиваться с последствиями этого радикального шага. Новое правительство под руководством Эммерсона Мнангагвы, пришедшее к власти после отставки Мугабе в 2017 году, пытается нормализовать ситуацию в сельском хозяйстве и привлечь иностранные инвестиции. Некоторые фермы, изъятые в ходе реформы, были возвращены прежним владельцам или их потомкам, что свидетельствует о постепенной попытке стабилизации экономической ситуации .